# Arquidiócesis de Nagpur
La arquidiócesis de Nagpur (en latín: Archidioecesis Nagpurensis y en inglés: Roman Catholic Archdiocese of Nagpur) es una circunscripción eclesiástica de la Iglesia católica en India. Se trata de una arquidiócesis latina, sede metropolitana de la provincia eclesiástica de Nagpur. Desde el 3 de diciembre de 2018 su arzobispo es Elias Joseph Gonsalves.

## Territorio y organización
La arquidiócesis tiene 59 024 km² y extiende su jurisdicción sobre los fieles católicos de rito latino residentes en el estado de Maharashtra en los distritos de: Nagpur, Gondia y Bhandara, y en el los distritos del estado de Madhya Pradesh de: Betul, Balaghat, Chhindwara y Seoni (excepto el tehsil de Lakhnadon).
La sede de la arquidiócesis se encuentra en la ciudad de Nagpur, en donde se halla la Catedral de San Francisco de Sales.
La arquidiócesis tiene como sufragáneas a las diócesis de Amravati y Aurangabad, y a la eparquía de Chanda.
En 2021 en la arquidiócesis existían 36 parroquias.

## Historia
La diócesis de Nagpur se erigió el 29 de julio de 1887 con el breve Iamdiu erat del papa León XIII, tomando su territorio de la diócesis de Visakhapatnam (hoy arquidiócesis de Visakhapatnam). Originalmente era sufragánea de la arquidiócesis de Madrás (hoy arquidiócesis de Madrás y Meliapor).
Posteriormente cedió porciones de su territorio para la erección de nuevas circunscripciones eclesiásticas:
- el 18 de julio de 1932 para la prefectura apostólica de Jubbulpore (hoy diócesis de Jabalpur) mediante la bula De Romanorum Pontificum del papa Pío XI;[4]
- el 11 de marzo de 1935 para la prefectura apostólica de Indore (hoy diócesis de Indore) mediante la bula Salutis animarum del papa Pío XI;[5]
- el 14 de junio de 1951 para la diócesis de Sambalpur mediante la bula Novarum dioecesium del papa Pío XII;[6]
- el 13 de diciembre de 1951 para la diócesis de Raigarh-Ambikapur (hoy dividida en la diócesis de Raigarh y la diócesis de Ambikapur) mediante la bula Laetissimo sane del papa Pío XII.[7]

El 19 de septiembre de 1953 la diócesis fue elevada al rango de arquidiócesis metropolitana con la bula Mutant res del papa Pío XII.
El 8 de mayo de 1955 cedió una porción de su territorio para la erección de la diócesis de Amravati mediante la bula Cum petierit del papa Pío XII.
El 31 de marzo de 1962 cedió otra porción de su territorio para la erección del ordinariato de Chanda (hoy eparquía de Chanda) mediante el decreto Ad lucem Sancti Evangelii del papa Juan XXIII.

## Estadísticas
Según el Anuario Pontificio 2022 la arquidiócesis tenía a fines de 2021 un total de 28 500 fieles bautizados.
| Año                                                                             | Población            | Población  | Población      | Sacerdotes | Sacerdotes    | Sacerdotes    | Bautizados por sacerdote | Diáconos permanentes | Religiosos | Religiosos | Parroquias |
| Año                                                                             | Bautizados católicos | Total      | % de católicos | Total      | Clero secular | Clero regular | Bautizados por sacerdote | Diáconos permanentes | Varones    | Mujeres    | Parroquias |
| ------------------------------------------------------------------------------- | -------------------- | ---------- | -------------- | ---------- | ------------- | ------------- | ------------------------ | -------------------- | ---------- | ---------- | ---------- |
| 1950                                                                            | 34 169               | 15 396 710 | 0.2            | 51         | 26            | 25            | 669                      |                      | 38         | 212        | 21         |
| 1969                                                                            | 12 684               | 3 336 684  | 0.4            | 71         | 47            | 24            | 178                      |                      | 49         | 154        | 15         |
| 1980                                                                            | 13 844               | 10 972 000 | 0.1            | 83         | 47            | 36            | 166                      |                      | 226        | 230        | 5          |
| 1990                                                                            | 15 393               | 13 323 000 | 0.1            | 85         | 52            | 33            | 181                      |                      | 193        | 253        | 5          |
| 1999                                                                            | 22 663               | 11 050 000 | 0.2            | 101        | 44            | 57            | 224                      |                      | 240        | 324        | 24         |
| 2000                                                                            | 22 626               | 11 500 000 | 0.2            | 101        | 43            | 58            | 224                      |                      | 218        | 324        | 32         |
| 2001                                                                            | 23 185               | 11 000     | 0.2            | 104        | 42            | 62            | 222                      |                      | 250        | 397        | 32         |
| 2002                                                                            | 23 286               | 11 000     | 0.2            | 128        | 44            | 84            | 181                      |                      | 353        | 403        | 32         |
| 2003                                                                            | 24 479               | 11 000     | 0.2            | 125        | 45            | 80            | 195                      |                      | 419        | 407        | 21         |
| 2004                                                                            | 24 446               | 11 000     | 0.2            | 124        | 44            | 80            | 197                      |                      | 379        | 421        | 24         |
| 2013                                                                            | 25 500               | 12 202 000 | 0.2            | 143        | 47            | 96            | 178                      |                      | 244        | 540        | 34         |
| 2016                                                                            | 25 800               | 12 687 000 | 0.2            | 150        | 52            | 98            | 172                      |                      | 452        | 464        | 36         |
| 2019                                                                            | 28 500               | 13 165 400 | 0.2            | 159        | 54            | 105           | 179                      |                      | 455        | 546        | 35         |
| 2021                                                                            | 28 500               | 13 442 390 | 0.2            | 157        | 52            | 105           | 181                      |                      | 403        | 525        | 36         |
| Fuente: Catholic-Hierarchy, que a su vez toma los datos del Anuario Pontificio. |                      |            |                |            |               |               |                          |                      |            |            |            |

## Episcopologio
- Alexis Riccaz, M.S.F.S. † (2 de agosto de 1887-8 de septiembre de 1892 falleció)
- Charles-Félix Pelvat, M.S.F.S. † (2 de octubre de 1893-23 de julio de 1900 falleció)
- Jean-Marie Crochet, M.S.F.S. † (28 de noviembre de 1900-6 de junio de 1903 falleció)
- Etienne-Marie Boneventure, M.S.F.S. † (17 de septiembre de 1904-12 de marzo de 1907 falleció)
- François-Etienne Coppel, M.S.F.S. † (22 de junio de 1907-16 de marzo de 1933 falleció)
- Louis-François Gayet, M.S.F.S. † (1 de febrero de 1934-26 de agosto de 1950 falleció)
- Eugene Louis D'Souza, M.S.F.S. † (12 de julio de 1951-13 de septiembre de 1963 nombrado arzobispo de Bhopal)
- Leonard Joseph Raymond † (16 de enero de 1964-1 de febrero de 1974 falleció)
- Leobard D'Souza † (1 de julio de 1975-17 de enero de 1998 renunció)
- Abraham Viruthakulangara † (17 de enero de 1998-19 de abril de 2018 falleció)
- Elias Joseph Gonsalves, desde el 3 de diciembre de 2018